# Bund Deutscher Pfadfinder innen
Der Bund Deutscher Pfadfinder_innen (BDP) ist ein konfessionell ungebundener Pfadfinderverband.
Der BDP wurde 1948 gegründet. Er ist seit den 1970er Jahren aufgrund seiner politischen Ausrichtung kein Mitglied eines internationalen Pfadfinderdachverbandes und verzichtet auf elementare Elemente der Pfadfinderbewegung wie das Tragen der Pfadfinderkluft, das Pfadfinderversprechen und das Pfadfindergesetz. Kritiker sprechen ihm daher ab, Teil der Pfadfinderbewegung zu sein. In seiner Selbstdarstellung bezeichnet der BDP sich als „unabhängiger, offener, demokratischer Jugendverband“.

## Gliederung
Die Landesverbände und „Freien Gliederungen“ des BDP schließen sich zum BDP Bundesverband zusammen. In den Landesverbänden bestehen teilweise Kreisverbände und Ortsgruppen, außerdem aber auch Einzelprojekte. Der BDP versteht sich als basisdemokratisch.
Der Sitz des Verbandes ist Frankfurt am Main.

## Verhältnis zum Pfadfindertum
Trotz offener Kritik an anderen Pfadfinderverbänden, denen der BDP fehlende Basisdemokratie vorwirft, sieht sich der BDP als Pfadfinderverband, führt Zeltlager durch und bezieht sich im Verhältnis zur Ökologie auf die pfadfinderische Tradition.
Die Lilie wird als Bundesabzeichen in abgewandelter Form verwendet.
Dennoch wird regelmäßig darüber diskutiert, den Namen als „Pfadfinder“ abzulegen, da innerhalb des Verbandes keine Strukturen und Bräuche bestehen, die der klassischen Pfadfinderbewegung entsprechen.

## Geschichte

Bereits auf der Gründungsversammlung 1948 einigte man sich auf die Rautenlilie als gemeinsames Zeichen

Vom 4. bis 6. Mai 1948 wurde in der britischen Besatzungszone auf Betreiben der Militärregierung in Barsbüttel eine Konferenz abgehalten. Dabei kam es zu Kontroversen zwischen den wiederentstandenen konfessionellen Pfadfinderbünden und den interkonfessionellen Bünden, die sich damals „Freie Pfadfinder“ nannten und noch auf der Konferenz zum Bund Freier Pfadfinder Deutschlands zusammenschlossen.
Im Juli 1948 trafen sich Pfadfindergruppen aus der amerikanischen und der französischen Besatzungszone zu einem gemeinsamen Zeltlager in Mittenwald und erklärten in der Mittenwalder Formel eine gemeinsame interkonfessionelle deutsche Pfadfinderbewegung unter dem Namen Deutsche Pfadfinder. Auf dem ersten Führerthing am 9./10. Oktober 1948 wurde Karl Julius (Kajus) Roller zum ersten Bundesführer gewählt.
Auf dem zweiten Führerthing am 5. Dezember in Karlsruhe erfolgte der Zusammenschluss mit dem Bund Freier Pfadfinder Deutschlands zum Bund Deutscher Pfadfinder, womit – mit Ausnahme des Deutschen Pfadfinderbundes (DPB) in Berlin – das gesamte interkonfessionelle Pfadfindertum Deutschlands in einem Bund vereinigt war.
Auf dem ersten Bundesthing in Bad Homburg wurde die Gründung offiziell vollzogen, die Gliederung des Bundes festgelegt und die Bundesführung unter Kajus Roller als Bundesfeldmeister bestätigt.
Am 1. Oktober 1949 wurde in Altenberg bei Köln gemeinsam mit der Christlichen Pfadfinderschaft Deutschlands (CPD) und der Deutschen Pfadfinderschaft Sankt Georg (DPSG) der Ring deutscher Pfadfinderbünde gegründet, der am 21. August 1950 in der World Organization of the Scout Movement (WOSM) aufgenommen wurde.
Schon früh traten in diesem Bund Spannungen zwischen der scoutistischen und bündischen Linie auf, die in den 1950er Jahren bereits zu einigen Austritten führten, aus denen selbständige Pfadfinderbünde entstanden (u. a. Pfadfinderschaft Grauer Reiter, Pfadfinderbund Großer Jäger und Pfadfinderbund Nordbaden).
Unter dem Ende 1966 einstimmig gewählten Bundesführer Moritz von Engelhardt begann die Politisierung des BDP. Sie wurde von Kritikern als sozialistische Unterwanderung empfunden und führte schließlich zur Spaltung des Bundes. 1968 kündigte der Bund Deutscher Pfadfinderinnen aufgrund der Politisierung des BDP seine Zusammenarbeit auf. 1969/70 folgte die erste große Austrittswelle von Gruppen, die anschließend zur Gründung des Deutschen Pfadfinderverbandes führte. Bis zur endgültigen Spaltung des BDP gab es etliche Misstrauensanträge gegen die Bundesführung, die aber entweder keine Mehrheit fanden oder, wie Anfang 1970, die benötigte Zweidrittelmehrheit verfehlten.
1971 verließ nach einer knapp gescheiterten Vorstandswahl ein weiterer großer Teil des Verbandes den Bund Deutscher Pfadfinder (BDP) und gründete den Bund der Pfadfinder (BdP). Der Weltverband der Pfadfinderbewegung (WOSM) hatte signalisiert, den Verstoß gegen den Grundsatz der internationalen Pfadfinderbewegung, unpolitisch zu sein, nicht mehr länger zu dulden. Daraufhin löste sich im Mai 1971 der Ring deutscher Pfadfinderbünde auf. Mit der Deutschen Pfadfinderschaft Sankt Georg, dem vom BDP abgespaltenen BdP sowie dem durch Zusammenschluss der drei evangelischen Pfadfinderinnen- und Pfadfinderverbände entstandenen Verband Christlicher Pfadfinderinnen und Pfadfinder gründete sich der Dachverband am 1. Januar 1973 als Ring deutscher Pfadfinderverbände neu. Dieser Dachverband war und ist notwendig für die Mitgliedschaft im Weltverband der Pfadfinderbewegung WOSM. Etwas vereinfachend entsprach dieser Vorgang dem Ausschluss des BDP aus der internationalen Pfadfinderbewegung, da auf anderem Wege die benötigte Einstimmigkeit nicht erreicht werden konnte.
1972 gründete der BDP gemeinsam mit dem vorher aus dem Ring junger Bünde ausgeschiedenen Ring Bündischer Jugend den Bund Demokratischer Jugend (BDJ), der 1973 gemeinsam mit dem Ring deutscher Pfadfinderverbände in den Deutschen Bundesjugendring aufgenommen wurde. Beide Mitglieder des BDJ zerstritten sich nach wenigen Jahren aber bereits wieder, vor allem weil der 'Ring Bündischer Jugend' zunehmend linksradikale Tendenzen aufwies. 1976 schied der Ring Bündischer Jugend schließlich aus dem BDJ aus; der BDP führte weiterhin den Namen „Bund Deutscher Pfadfinder im Bund Demokratischer Jugend“.
Der BDP vertrat mehr und mehr politische und jugendpflegerische Aufgaben; pfadfinderische Aktivitäten gerieten in den Hintergrund. Im Zuge der Neuausrichtung wurden Pfadfinderkluft und -gesetze sowie das Versprechen abgeschafft. In den 1980er-Jahren kam es zu offiziellen Kontakten mit dem staatlichen Jugendverband FDJ in der Deutschen Demokratischen Republik. Des Weiteren nahm der BDP teil an den X. und XI. Weltfestspielen der Jugend und Studenten in Ostberlin (1973) und in Havanna auf Kuba (1978).
1988 erfolgte die Umbenennung von Bund Deutscher Pfadfinder in Bund Deutscher PfadfinderInnen (mit Binnen-I), sowie 2013 in Bund Deutscher Pfadfinder_innen (mit Gender Gap).

## Der BDP über sich selbst
„Der BDP ist ein antifaschistischer, antirassistischer, multikultureller, innovativer, basisdemokratischer, selbstbestimmter, keiner Partei und Erwachsenenorganisation angeschlossener Jugendverband.“